# پنگوئن‌های ماداگاسکار
پنگوئن‌های ماداگاسکار نام یک مجموعه پویانمایی تلویزیونی است که توسط شبکه نیکلودین آمریکا ساخته می‌شود و در بیش از ۲۷ کشور پخش می‌شود. شخصیت‌های اصلی این مجموعه، پنگوئن‌های کارتون ماداگاسکار هستند که در باغ وحش شهر نیویورک زندگی می‌کنند.این فیلم هم‌اکنون نیز در بعضی شبکه‌های تلویزیونی پخش می‌شود

## خلاصه
شخصیت‌های اصلی این کارتون پنگوئن‌های کارتون ماداگاسکار هستند که در این انیمیشن فرصتی برای نمایش کارهای شگفت‌انگیز و مأموریت‌هایشان پیدا کردند.

## شخصیت‌ها
اِسکیپر: فرمانده و رهبر گروه که تمام دستورها از جانب وی داده می‌شود
کُواسکی:مغز همیشه متفکر تیم که راه حل‌ها و برنامه را ارائه می‌دهد و تیم را نجات می‌دهد.
پِرایوِت: سرباز جوان و تازه‌وارد تیم با قلبی ساده و پر اشتیاق. بعضی اوقات او اسرار تیم را لو می‌دهد.
ریکو:عضو گنگ تیم که نمی‌تواند حرف بزند. اگر پنگوئن‌ها ماهی دوست دارند او عاشق ماهی است و با زبان گنگش فقط کلمه FISH را می‌تواند بگوید. او همچنین عاشق انفجار است و همه چیز را می‌بلعد.

## فیلم‌های منتشر شده
تا به حال ۴ مجموعه از این انیمیشن تولید شده به نام‌های The Penguins of Madagascar: Operation: DVD Premiere و The Penguins of Madagascar: Happy King Julien Day و The Penguins of Madagascar: New to the Zooو The Penguins of Madagascar: I Was A Penguins Zombie